# Příbram
Příbram je češki grad u samoupravnoj pokrajini Središnjoj Češkoj s 33.160 stanovnika.  Grad je smješten uz tok rijeke Litavke 60 kilometara jugozapadno od glavnog grada Praga. Budući da se nalazi u podnožju lanaca brežuljaka Brdy, grad je tijekom povijesti bio poznat po rudarstvu i metalurgiji.
Grad je i poznat kao arheološko nalazište meteorita, koji je 7. travnja 1959. pao na području grada. Pronađen je u četiri komada ukupne mase 5,8 kilograma.

## Povijest

### Od legendi do Srednjeg vijeka
Příbram se nekoliko puta spominje u starim češkim legendama zapisanih u djelu Annales Bohemorum pisca Vjenceslava Hajeka iz prve polovice 16. stoljeća. Legende govore o princezi Libuši koja je svojim proročanstvima predvidjela uništenje rudnika u cijelom kraju. U obje legende spominje se i vađenje (eksploatacija) srebra u lokalnim rudnicima.
Hájek u svojem djelu piše i o podrijetlu imena grada, iako etimologija za sada još nije uspjela objasniti nastanak imena grada. Neki povjesničari i etimolozi smatraju da ime grada izvedeno od imena neke utjecajne osobe u vrijeme gospodarskog uzleta grada; vjerojatno nekog utjecajnog trgovca ili gradonačelnika.
Od prvog pisanog spomena grada 1216. godine sva poljoprivredna zemljišta i gospodarstva nalazila su se u vlasništvu Praške nadbiskupije, koja je kao vlasnik ta dobra nastojala očuvati. Arnošt od Pardubica, prvi praški nadbiskup, dao je tijekom svojeg episkopata izgraditi gradski dvorac. Tijekom Husitskih ratova u 15. stoljeću bio je na strani reformatora, pa je i četiri puta bio opljačkan od strane katoličkog plemstva.
Nadbiskup Zdeněk Zajíc od Hasenburka gradu je dao gradske povlastice, koje je i 1463. potvrdio i sam češki kralj Juraj Podjebradski. Titulu  slobodnog kraljevskog grada Příbram je dobio od kralja Vladislava II. Jagelovića 1496. godine. Unatoč povlasticama, grad je ekonomski slabio zbog visokih rashoda i troškova gradskih vlastodržaca i jačanja sive ekonomije.

### Suvremena povijest
Zapisi o pronalasku novih nalazišta srebra i željeza u rudarskim se knjigama prvi put pojavljuju početkom 16. stoljeća. Godine 1579., Rudolf II., car Svetog Rimskog Carstva, uzigao je grad nazvavši ga "Kraljevskim rudarskim gradom". No, Tridesetogodišnji rat odigrao je veliku ulogu u smanjivanju gradske populacije i pokušaja nove rekatolizacije stanovništva, koju su podržali i redovnici iz Svate Hore, poznatog katoličkog hodočastilišta.
17. stoljeće dovelo je do svojevrsnog rudarskog procvata i ponovnog ekonomskog razvitka grada. Ipak, grad je veliki udio u dobiti od rudarstva bio prisiljen dati Bečkoj vladi, što je ubrzo usporilo razvoj grada i dovelo do gospodarske stagnacije. Ova stagnacija došla je u vrijeme najveće količine iskopanoga srebra, na samom vrhuncu rudarstva krajem 18. stoljeća. Unatoč stagnaciji i visokim nametima, Příbram je sa svojih pet gradskih rudnika, sve do 1920. bio jedan od najmodernijih i najprofitabilnijih rudarskih mjesta u Europi. Izrada obrazovnih sadržaja i kvalitetno obrazovanje mladih na Rudarskoj akademiji svakako su jedni od čimbenika, koji su i omogućili veliki razvoj i rudarstva, a neizravno time i trgovine, obrta i cjelokupne okolice. Rudarnik svete Marije teško je stradao u požaru 1892., pri čemu je poginulo 319 rudara, a osim ljudskih života izgubljena je i velika količina vrijedne sirovine.
Početkom 20. stoljeća Příbram postaje obrazovno i kulturno središte Središnje Češke, uz Ostravu, Kladno i Mladu Boleslav. Tijekom Drugog svjetskog rata příbramski okrug bio je poznat po jakom partizanskom otporu nacističkim okupatorima. Kao odgovor na jačanje otpora, Reichinspektor Reinhard Heydrich dao je 1942. pogubiti studenta Anthonija Stočesa, njegova oca i ravnatelja Příbramske gimnazije Josefa Lukeša. Njihovu životnu priču opisao je spisatelj Jan Drda u svom djelu Vyšší princip (hrv. Visoki princip). General Richard Tesařík, narodni junak SSSR-a i vođa skupine "Oliver" sovjetskog pokreta otpora, pogubljen je u Brandenburgu 1945. godine, na samom kraju rata.
Početkom svibnja 1945. cijeli grad je oružano ustao protiv okupatora, a samoproglašena "češka vlast" preuzela je upravu nad gradom, nakon čega su jedinice Wehrmachta proglasili izvanredno stanje i pristale na pregovore. Nakon pregovora, dogovoreno je mirno povlačenje njemačkih snaga i predaja grada u ruke sovjetskih partizana. Prilikom predaje grada, partizani su uzbuđeno klicali svoju krilaticu Smrt fašizmu (češ.  Smrt fašismu, rus. Смерть фашизма). Kapetan Jevgenij Antonovich osobno je nadgledao primopredaju grada, iako su mnogi njemački vojnici već i prije sklapanja mira napustili položaje dalje prema zapadu. No, mnoge njih su, prije prelaska same crte razgraničenja, na gradnicama dočekale spremne sovjetske snage koje su general von Pücklera natjerali i na potpunu predaju  12. svibnja 1945., četiri dana nakon Dana pobjede nad fašizmom 8. odnosno 9. svibnja 1945.
1950. dva samoupravna grada Příbram i Březové Hory spoojeni su u jedinstveni grad Příbram.
Rudarstvo je i dalje bila važna gospodarska grana i tijekom 1950-ih, kada je u gradu radilo još nekoliko rudnika, u kojima su uglavnom radili zatvorenici i kažnjenici koji su se protivili komunističkom režimu Čehoslovačke. Osim u rudarstvu, kaženjnici su radili u industriji i na tzv. "javnim radovima". Takvi radni kampovi pokrenuti su u gradu još 1949. godine i mogli su držati i do 800 radnika. Tijekom samo prvog tromjesečja 1949. izgrađena je gotovo polovica novih stambenih objekata u gradu, a neka su okolna sela (kao Zdaboř), zbog urbanizacije postala dio gradova. Tako je tijekom 50-ih i 60-ih godina 20. stoljeća grad imao i do 40.000 stanovnika.
Zbog položaju u podnožju brežuljkastoga lanca Brdy, grad je imao veliki vojni i geopolitički značaj, koji je tijekom 1968. igrao važnu ulogu u Okupaciji Čehoslovačke od strane snaga Varšavskoga pakta (koga je i sama Čehoslovačka bila član). Tijekom okupacije došlo do nereda i štrajkova radnika u rudnicima i tvronicama.
Nakon Baršunaste revolucije i Raspada Čehoslovačke grad je postao dio samostalne Češke, a njenim ulaskom u Europsku uniju ostvario je novi gospodarski uzlet.

## Stanovništvo
Prema popisu stanovništva iz 1921. godine na području grada nalazilo se 1.104 kuća i stambenih objekata u kojima je živjelo 11.810 stanovnika. Od toga broja 6.295 stanovnika su činile žene, odnosno žene su u ukupnom udjelu stanovništva činile 53,33 %. Od 11.810 stanovnika, 11.536 izjasnilo se kao Čehoslovaci, 90 kao Nijemci i 16 kao Židovi. Rimokatolika je bilo 10.318 (87,37 %), protestanata 137 (1,1 %), 432 pripadnika Čehoslovačke husitske crkve (3,66 %), 298 Židova (2,5 %) dok je ostalo popisano stanovništvo činilo ateiste i neizjašnjene (5,37 %).
Prema popisu iz 1930. u 1.199 stambenih objekata obitavalo je 10.469 stanovnika, od kojih se 10.146 izjasnilo kao Čehoslovaci (96,91 %), 117 kao Nijemci (1,12 %) i 206 kao pripadnici ostalih naroda ili kao neizjašnjeni (1,97 %). Prema vjerskoj pripadnosti živjelo 8.550 rimokatolika (1.768 manje nego 1921.), 161 protestant (24 više nego 1921.), 1.011 pripadnika Čehoslovačke husitske crkve (579 više nego 1921.) i 235 Židova (63 manje nego 1921.).
| Godina                  | 1869.  | 1880.  | 1890.  | 1900.  | 1910.  | 1921.  | 1930.  | 1950.  | 1961.  | 1970.  | 1980.  | 1991.  | 2001.  | 2011.  | 2015.  |
| ----------------------- | ------ | ------ | ------ | ------ | ------ | ------ | ------ | ------ | ------ | ------ | ------ | ------ | ------ | ------ | ------ |
| Broj stanovnika         | 14.051 | 16.952 | 21.081 | 21.767 | 20.826 | 17.703 | 15.464 | 13.614 | 26.803 | 29.993 | 35.123 | 36.898 | 35.886 | 33.084 | 33.160 |
| Broj stambenih objekata | 1.149  | 1.238  | 1.490  | 1.663  | 1.770  | 1.853  | 1.976  | 2.291  | 2.722  | 2.766  | 2.895  | 3.317  | 3.386  | 3.726  | ≈3.700 |

- Dobna struktura stanovništva prema popisu iz 2011.
- Rodni sastav stanovništva (omjer muškarci-žene) prema popisu iz 2011.
- Udio obrazovanih prema dobnim skupinama i stupnju obrazovanja (popis 2011.).

## Gospodarstvo

### Rudarstvo
Gospodarstvo Příbrama se od srednjeg vijeka pa sve do 1980-ih godina temeljilo uglavnom na rudarstvu i metalurgiji. Te sekundarne djelatnosti omogućile su i razvoj uslužnih djelatnosti kao obrtništva i trgovine. Od ruda najviše se iskapao uranij i mineralne sirovine. Za te vrste ruda postojale su i specijalizirane tvrtke; "Český státní uranový průmysl" (hrv. Češki državni ured za iskapanje uranija) i tvrtka ZRUP (češ.  Základna rozvoje uranového průmyslu) specijalizirale su se za iskapanje i istraživanje novih nalazišta uranija, dok je tvrtka Hamiro iskapala mineralne sirovine.
Nakon Baršunaste revolucije i Raspada Čehoslovačke, tijekom 1990-ih došlo je do restrukturiranja industrije i privatizacije, zbog prelaska na kapitalizam, pri čemu je došlo do zatvaranja rudnika i prerađivačkih pogona. Samo je nekoliko manjih i srednjih poduzetnika nastavilo prerađivati uvozne sirovine, dok su se zaposlenici iz sekundarnog sektora zaposlili u ugostiteljstvu, trgovini i drugim uslužnim djelatnostima.

### Ostale djelatnosti
Popis većih ostalih tvrtki u gradu:
- ZAT, a.s.[b 1] - proizvodnja upravljačkih sustava za energetiku i industriju;
- ZRUP, a.s. - nakon zatvaranja prerađivačkih pogona i rudnika, tvrtka se prebacila na proizvodnju montažnih objekata;
- DISA Industries, s.r.o. - proizvodnja opreme za vatreno oružje;
- Kovohutě Příbram nástupnická, a.s. - recikliranje i proizvodnja olova i plemenitih metala;
- Halex-Schauenberg - čelične konstrukcije i građevine;
- Vibros, s.r.o. - Izrada površinskih vibratora i vibrirajućih strojeva
- Průzkum Příbram, s.r.o. - rudarstvo i geološka istraživanja;
- Ravak, a.s. - najveći proizvođač kada, tuševa i tuš-kabina u Srednjoj i Istočnoj Europi;
- Yoko, s.r.o. - plišane igračke;
- Stella Ateliers, s.r.o. - proizvodnja posteljine

U gradu radi i nekoliko manjih poduzeća na području prehrambene industrije, a neke tvrtke su i od regionalnog značaja (pekarski proizvodi, pića, meso i mesne prerađevnie).
Okružna gospodarska komora osnovana je 1993. godine s ciljem poticanja razvoja lokalnog gospodarstva.
Unatoč visokom stupnju razvoja, nezaposlenost u gradu i neposrednoj okolici je u srpnju 2006. iznosila 8,8 %, što je iznad prosjeka za područje Središnje Češke.

## Znamenitosti

### Stari grad
- Svatá Hora - barokna crkva, samostan i hodočastilište;
- Trg Tomása Garriguea Masaryka;
  - Crkva Sv. Jakova - izgrađena 1298. u baroknom stilu; toranj nadograđen u 19. stoljeću u neogotičkom stilu;
  - Nekadašnja sudnica - ukrašena grafitima na kojima su prikazani crteži gradskih rudnika slikara Mikoláša Aleša;
  - Gradska knjižnica s drugim povijesnim građevinama;
- Gradska vijećnica - neorenesansna građevina iz 1890. arhitekta Václava Ignáca Ulmanna;
- Zámeček-Ernestinum - gotički dvorac iz 14. stoljeća, kasnije biskupska rezidencija, a danas kulturni centar;
- Praška ulica - mnoštvo trgovina i restorana; ulica se spaja u Trg Svetog Vjenceslava (češ. Václavské náměstí) s kipom svetog Vjencesalava (rad Stanislava Hanzika iz 1998.);
- Jiráskovy sady - park u centru starog grada; okružen povijesnim građevinama;
  - konvikt, bivši rekotrat rudarske akademije, arhitekt V. I. Ulmann;
  - kip Aloisa Jiráseka (rad Václav Šáre) i poprsje generala Richarda Tesaříka;
- Gradsko groblje - osim grobova ovdašnjih stanovnika, poznat je spomenik žrtvama rudarske nesreće 1892. godine i žrtvama Crvene armije u Drugom svjetskom ratu
- Bista Antonína Dvořáka (češ. Dvořákovo nábřeží)

### Novi grad
- Dom kulture - izgrađen 1959., arhitekt V. Hilský; gradsko kazalište
- Kip rudara (rad L. Lošáka) ispred gradske gimnazije
- Březové Hory
- Rudnik Vojtěch (Gradski muzej rudarstva)
- Crkva sv. Adalberta - neorenesansna građevina iz 19. stoljeća (izgrađena 1889.)
- Crkva sv. Prokopa

## Šport
Najpoznatiji nogometni klub je prvoligaš 1. FK Příbram, nasljednik Dukle Prag. Klub domaće utakmice od 1997. godine igra na svom igralištu Na Litavce. Ostali nogometni klubovi natječu se u nižim rangovima i lokalnim prvenstvima.
Osim nogometnog, Příbram ima i odbojkaškog prvoligaša - Vavex Příbram. Klub je osnovan 1935., a u Češkoj Odbojkaškoj prvoj ligi igra od 1998. godine.
Grad ima i svoj hokejaški klub, koji je u regionalnu ligu ušao 2006. U gradu se održava i nekoliko biciklističkih utrka, od kojih je svakako najpoznatija Grand Prix Příbram. Automobilistička utrka Reli Příbram (prije Reli Vltava) sastavni je dio Europskog prvenstva i nezaobilazna ruta nacionalnih prvenstava u automoblizmu. Malonogometna natjecanja održavaju se dva puta godišnje, a na njima sudjeluje 50 što profesionalnih što amaterskih timova iz grada i okolice.
Osim glavnog stadiona Na Litavce, Příbram ima i vlastito klizalište (otvoreno 1978. godine; može primiti 5.000 gledatelja), športsku dvoranu (otvorenu 1978.; kapacitet povećan u obnovi 2005.) zatvoreni i otvoreni bazen, nekoliko športskih igrališta i teniske terene. Svaka škola u gradu ima vlastito školsko igralište i dvoranu, a grad i organizira međuškolska natjecanja u atletici, nogometu, košarci i drugim športovima.